# عرض خاص (مسلسل)
عرض خاص مسلسل دراما اجتماعية مصري تم عرضه في 9 أبريل 2010، الفيلم من إخراج إسلام رسمي ومصطفى العربي، وتأليف شريف نجيب ومحمد المعتصم.

## القصة
دراما اجتماعية خفيفة شبه واقعية تدور أحداثها حول خمسة شباب يحاولون دخول عالم جديد عليهم وهو عالم الفن. الخمسة يشتركون في الحلم نفسه رغم اختلاف أسباب رغبتهم في تحقيقه، ورغم اختلاف صفاتهم الجسمانية والنفسية ومستوياتهم الاجتماعية والمادية. يقودهم طوال الطريق فنان مثقف وواع هو د.عزت أبو عوف، صاحب ورشة التمثيل التي منحت السينما المصرية عدداً كبيراً من فنانيها الشباب. نرى من خلال أحداث المسلسل كيف تصبح تلك الورشة مرحلة فاصلة في حياة الشباب وسبباً في تغييرهم والتأثير في مسار حياتهم بشكل لم يكونوا يتوقعونه.

## طاقم العمل
- كريم فهمي
- دينا الشربيني
- مصطفى الريدي
- ياسمين رئيس
- علاء حسني
- عزت أبو عوف